# Eriocaulon silveirae
Eriocaulon silveirae är en gräsväxtart som beskrevs av Harold Norman Moldenke. Eriocaulon silveirae ingår i släktet Eriocaulon och familjen Eriocaulaceae. Inga underarter finns listade i Catalogue of Life.